# Hamilchama al hashalom
Hamilchama al hashalom è un film del 1968 diretto da Jules Dassin.